# Widley
Widley är en ort i distriktet Havant, i grevskapet Hampshire, i England. Widley var en civil parish fram till 1894 när blev den en del av Cosham. Cosham/Widley var en civil parish 1894–1932 när blev den en del av Southwick and Widley och Havant. Civil parish hade 961 invånare år 1931.